# Pardosa kondeana
Pardosa kondeana är en spindelart som beskrevs av Roewer 1959. Pardosa kondeana ingår i släktet Pardosa och familjen vargspindlar. Inga underarter finns listade i Catalogue of Life.